# Route nationale 508
Pour les articles homonymes, voir Route 508.

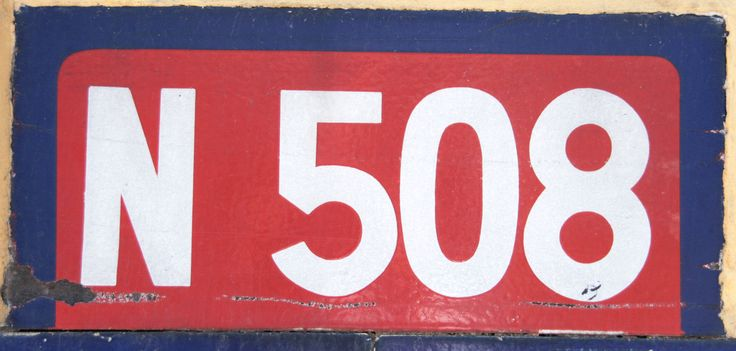
Cartouche de l'ex-N 508.

La route nationale 508 ou RN 508 était une route nationale française reliant Bellegarde-sur-Valserine dans le département de l'Ain, à Ugine dans le département de la Savoie. Elle a été déclassée en RD 1508 en 2006.
Avant 1972, le tronçon de Mons à Frangy faisait partie de la RN 92. Ce tronçon a été renuméroté RN 508.

## Tracé de Bellegarde-sur-Valserine à Ugine (D 1508)
- Bellegarde-sur-Valserine (pont de Savoie)

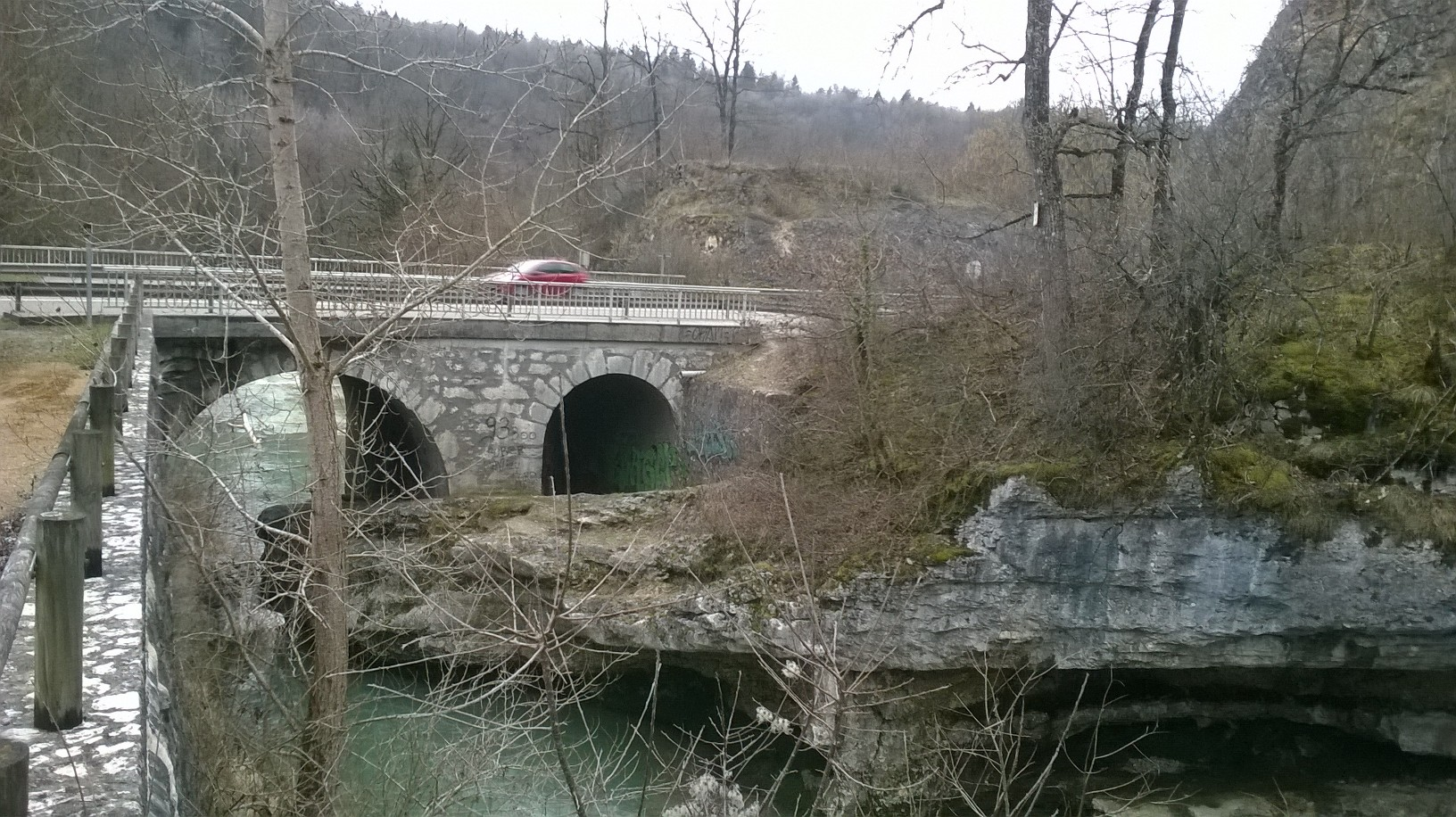
Pont des Douattes sur les Usses à Musièges, sur la route nationale 508. Photo prise depuis l'ancien pont.

- Vanzy
- Mons, commune de Vanzy
- Frangy
- La Balme-de-Sillingy
- Meythet
- Cran-Gevrier
- Annecy
- Sévrier
- Saint-Jorioz
- Duingt
- Faverges
- Ugine